# قرة تبة (تيران وكرون)
قرة تبة هي قرية في مقاطعة تيران وكرون، إيران. عدد سكان هذه القرية هو 175 في سنة 2006.